# Западный фасад церкви Святой Марии в Утрехте
«Западный фасад церкви Святой Марии в Утрехте» (нидерл. De westgevel van de Mariakerk te Utrecht) — картина голландского художника Питера Санредама, написанная в 1662 году. Картина находится в Музее Тиссен-Борнемиса в Мадриде.

## Описание
Это произведение — яркий пример новаторства голландского художника Питера Санредама в жанре архитектурного пейзажа: он одним из первых начал изображать существующие здания, пользуясь специально созданной им для этого методикой. Сначала он на месте проводил измерения и делал эскизы, которые потом заканчивал в своей студии, выполняя и чертежи этих конструкций. И, наконец, через несколько лет он переносил свои хрупкие рисунки на более надёжный материал, и появлялись картины маслом. Он ставил перед собой цель создать совершенные «портреты» зданий, что вынуждало его в некоторых случаях изменять их облик. Монументальность его работы рождена ясностью и простотой архитектурных пространств, высвеченных светлой цветовой гаммой.
На этой картине изображен западный фасад церкви Святой Марии в Утрехте, которая была разрушена в XIX столетии.
Санредам изобразил церковь св. Марии на другой своей картине, тоже датированной 1662 годом, которая хранится в музее Бойманса—ван Бёнингена в Роттердаме (подготовительный этюд к картине из Роттердама, датированный 18 сентября 1636 года, сейчас находится в музее Тейлора в Харлеме).